# Vespicula zollingeri
Vespicula zollingeri är en fiskart som först beskrevs av Bleeker, 1848.  Vespicula zollingeri ingår i släktet Vespicula och familjen Tetrarogidae. Inga underarter finns listade i Catalogue of Life.